# ボンバータツヤ
ボンバータツヤ（2006年5月4日 - ）は、日本のプロレスラー。島根県松江市出身。JTO所属。

## 来歴
かつてはバスケットボールをやっており、バラエティ番組に出てる蝶野正洋を見て、見てみたいと親に連れてってもらう。本間朋晃に憧れる。プロのレスラーになるため、上京しJTOに入団する。こけし伝承。
2023年
- 11月10日　後楽園ホール大会にてイーグルマスク・宮入将義と組んでカーベル伊藤・新・ブレイザー丹内組と対戦。ブレイザー丹内から勝利をあげると、当時カーベル伊藤が持っていた「UWA世界ライトヘビー級選手権」のベルトに挑戦表明。デビュー日に2試合を行う。ベルトは獲れず。
- 11月25日　仙台大会にてKEITAとシングルで対戦。
- 11月26日　岩手大会にてMr.マスクと組んで、宮入将義・西川ジュン組と対戦するも敗戦。
- 12月14日　博多大会にてKEITAとシングルで対戦。
- 12月15日　山口大会にて綾部蓮・イーグルマスクと組んで、TAKAみちのく・ファイヤー勝巳・宮入将義組と対戦。負ける。
- 12月27日　インディJr.祭り インディペンデント・ワールド・世界ジュニアヘビー級王座決定1DAYトーナメントに出場。1回戦で佐藤光留と対戦するも敗戦。

2024年
- 1月13日　綾部蓮と組んで、グラディオ・ジェフリー・エクセレンス組と対戦。
- 2月4日　TAKAみちのくと組んで、Mr.マスク・ケンスケ組と対戦。ケンスケから勝利をあげる。
- 2月10日　ボンバー試練の二番勝負の第一戦として十文字アキラと対戦。
- 2月10日　ボンバー試練の二番勝負の第二戦としてファイヤー勝巳と対戦。
- 2月17日　GENESISのメンバーとして初のGENESIS興行。ケンスケと対戦し、勝利する。
- 3月1日　後楽園ホールにて十文字アキラ・一颯・宮入将義と組んで、夕張源太・KEITA・塚本竜馬・シグマ組と対戦。
- 3月8日　GENESIS興行にてシグマと対戦。
- 3月23日　「ご縁の国しまねツアー2024」に参戦。シマネリオと対戦。
- 3月24日　大阪大会にてMIYAMASAと対戦。
- 4月12日　GENESIS興行にて同期の練習生H（現ユークカガトビ）とエキシビジョンマッチ。
- 4月17日　ユークカガトビデビュー戦にて一緒に組んで、MAXI・ケンスケ組と対戦。勝利をする。
- 5月5日　名古屋大会にて谷嵜なおきと対戦。
- 5月10日　後楽園ホール大会にて対明王とのイリミネーションマッチ。
- 5月17日　GENESIS興行FINALにてMr.マスクとランキングマッチ。勝利し、初めてランキング入りとなる。
- 5月26日　TAKAみちのくとシングルで初対戦。
- 6月2日　横浜にぎわい座大会にて塚本竜馬と対戦。
- 6月22日　第1回サタデーファイト開催。コーリーとシングルで対戦。
- 6月28日　TAKAみちのくと組んで、レイパロマ・進祐哉組と対戦。
- 6月29日　地元島根県松江市にて初凱旋大会。憧れの本間朋晃と試合をする夢が叶う。本間朋晃・ファイヤー勝巳と組んで夕張源太・KEITA・MIYAMASA組と対戦。
- 7月15日　5周年後楽園ホール大会にてUWA世界ライトヘビー級選手権柳川式バトルロイヤルに出場。ベルト獲れず。
- 7月20日　南部タマキのエキシビジョンの相手をする
- 8月17日　リースアレクシオスとシングルで対戦。
- 8月24日　「ご縁の国しまねツアー2024 出雲大会」に参戦。KEITAとシングルで対戦。
- 8月30日　青森SAKURAアリーナ大会にて2度目のTAKAみちのくとシングルで対戦。
- 8月31日　仙台大会にてティラノ伍長とシングルで対戦。
- 9月1日　岩手北上大会にて再び憧れの本間朋晃とタッグを組んで、MIYAMASA・IBUKI組と対戦。
- 9月16日　RANKING FIGHT初開催。ケンイチと対戦し勝利する。
- 10月5日　JTOタッグ選手権１DAYトーナメント大会開催。サンダー誠己と「弾雷」タッグを結成。出場決定バトルロイヤルに出場し、勝利してトーナメントに出場する。1回戦塚本竜馬・ヒロ飯島組と対戦するも敗戦。
- 10月5日　サンダー誠己・ユークカガトビと組んで、ケンイチ・トーア・YAYA組と対戦し勝利する。
- 10月13日　初の札幌大会にてTAKAみちのくと組んで、吉田孝志・赤間AKM直哉組と対戦。
- 10月19日　サタデーファイトにてGENESIS対明王3番勝負に出場。MIYAMASAと対戦し勝利する。
- 10月20日　「OMEGAvsPERONGRANDES」に参戦。三輪マーロン翔太と対戦し勝利する。
- 11月1日　後楽園ホール大会にてUWA世界ライトヘビー級選手権神姫楽ミサ式バトルロイヤルに出場。デビュー戦に挑戦したベルトを1年後の同じ後楽園ホールにて勝利し新王者に輝く。
- 11月3日　JTOアリーナにてサンダー誠己と初シングルで対戦。時間切れ引き分け。
- 11月8日　青森SAKURAアリーナにてファイヤー勝巳と対戦。
- 11月9日　岩手大会にて南部タマキとシングルで対戦。
- 12月6日　西日本ツアー開幕。名古屋大会にてジャタップくんと初シングル。
- 12月7日　島根大会にてファイヤー勝巳・十文字アキラと組んで、TAKAみちのく・日高郁人・武蔵龍也組と対戦。
- 12月8日　佐賀大会にてIBUKIと対戦。反則勝ちとなる。
- 12月10日　鹿児島大会にてサンダー誠己と組んで、十文字アキラ・ジャタップくん組と対戦。勝利する。
- 12月11日　熊本大会にてサンダー誠己、ユークカガトビと初の３WAYで対戦。
- 12月12日　大分大会にてサンダー誠己とのタッグ「弾雷」がMIYAMASA・IBUKIがもつタッグベルトに急遽挑戦することになる。ベルト獲れず。
- 12月14日　山口大会にてユークカガトビとUWA世界ライトヘビー級選手権を行う。初防衛。
- 12月15日　高松大会にて武蔵龍也・十文字アキラと組んで、MIYAMASA・IBUKI・ロコガルシャ組と対戦。
- 12月16日　福岡大会にて対明王とのサバイバーマッチの最終戦が行われる。リアム・エリックと対戦し敗れる。GENESIS解散。
- 12月20日　青森SAKURAアリーナ大会にて十文字アキラとシングルで対戦。
- 12月21日　サタデーファイトにてジャームズ・クレイと対戦し勝利する。
- 12月27日　Milk Dipper#3にてユークカガトビとシングルで対戦し勝利する。
- 12月27日　2024年内最終戦にて新・サンダー誠己と組んで、塚本竜馬・ヒロ飯島・ロコガルシャと対戦。

2025年
- 1月10日　サンダー誠己と「弾雷」にてJTOタッグ選手権４WAYマッチに出場。2度目のタッグベルト挑戦するも獲れず。
- 1月18日　青森SAKURAアリーナ大会にてケンイチとシングルで対戦。勝利する。
- 1月25日　サタデーファイトにてUWA世界ライトヘビー級選手権を十文字アキラと対戦するも敗戦し防衛できず。
- 2月10日　横浜にぎわい座大会にてIBUKIとランキングマッチ。敗戦しランキングを落とす。
- 2月15日　青森SAKURAアリーナ大会にてTAKAみちのくとJTOランキングマッチで対戦するも勝てず。

## 得意技
・こけしロケット